# Plasma (estado de la materia)

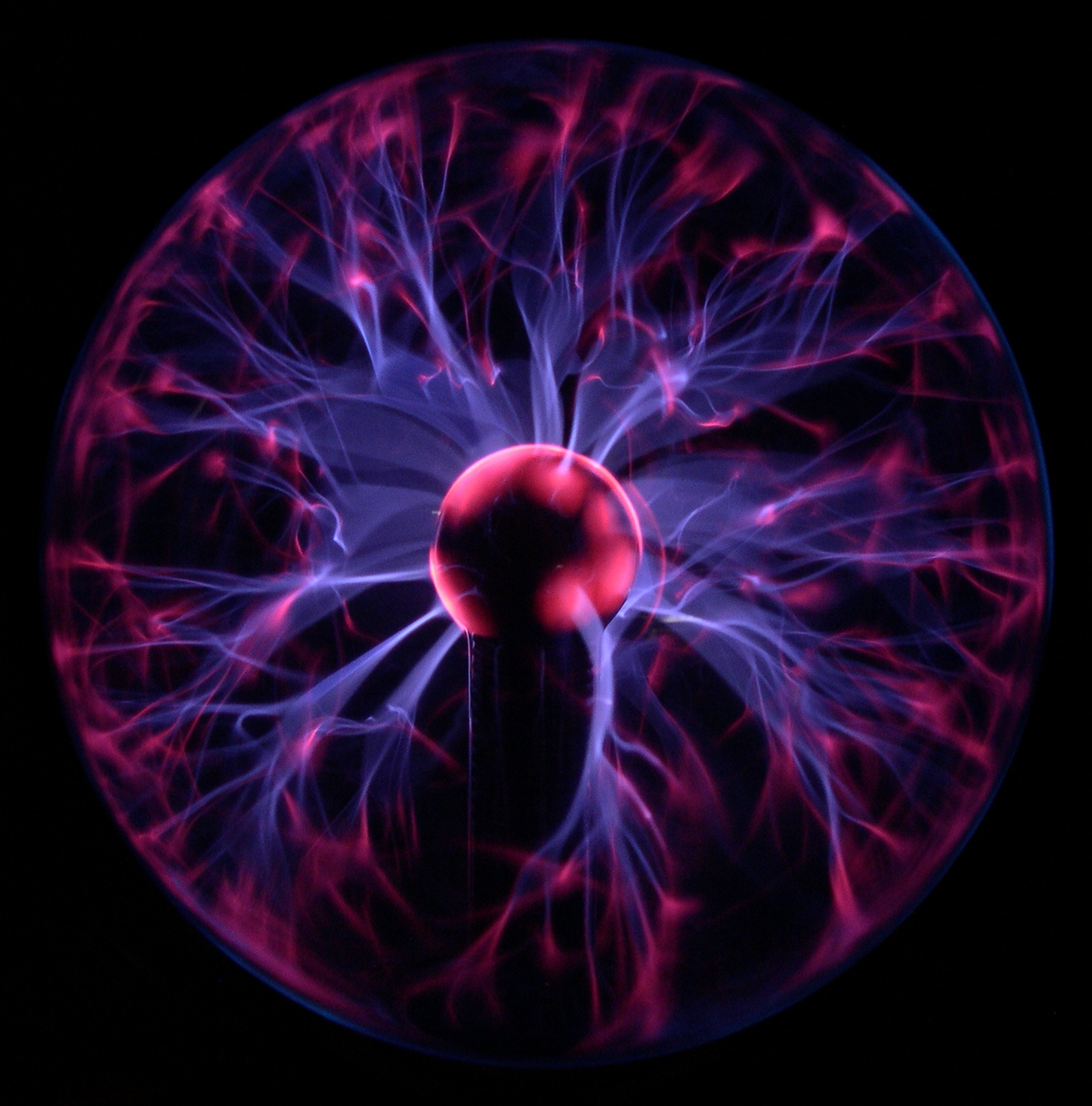
Una lámpara de plasma.

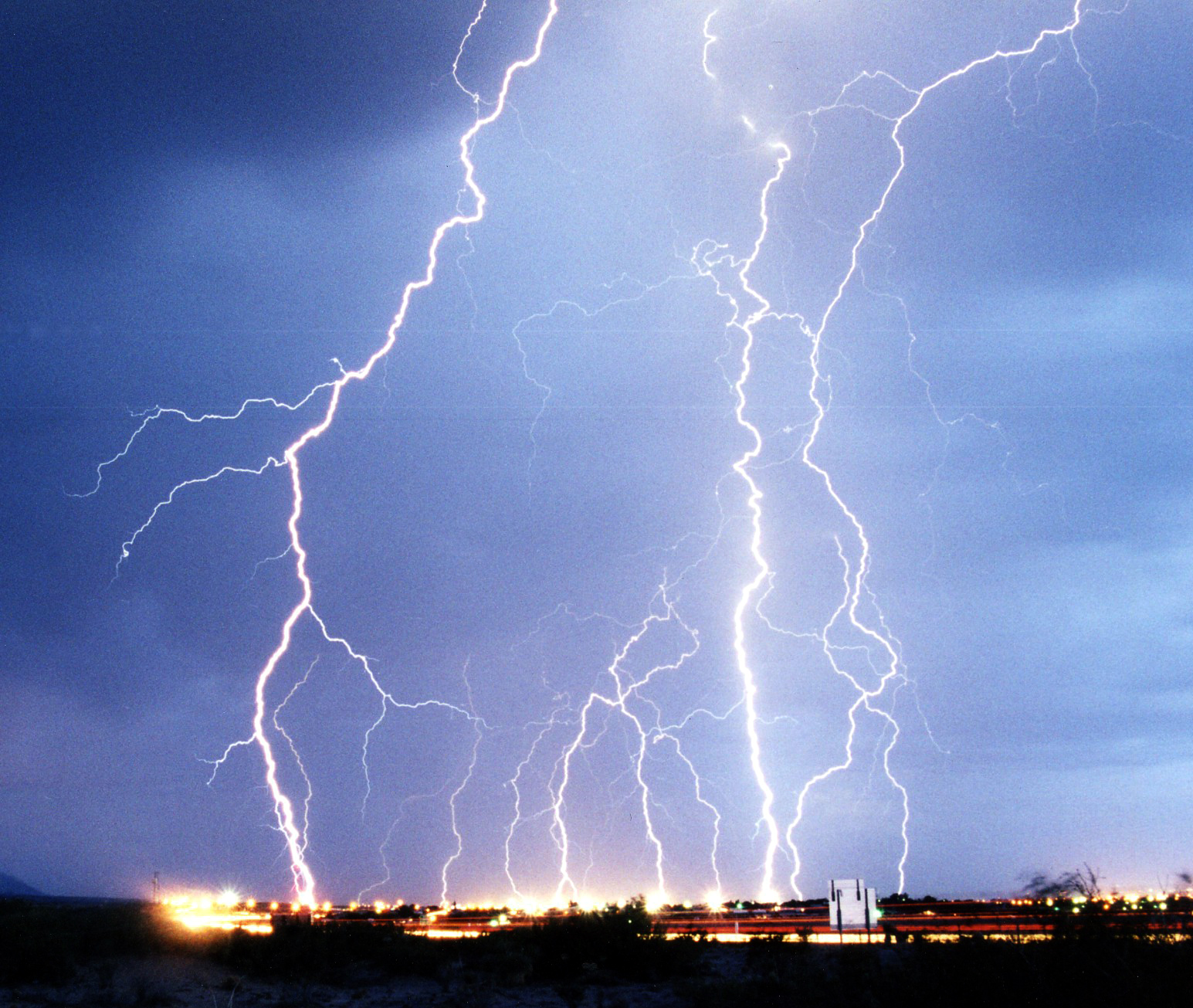
Tormenta eléctrica.

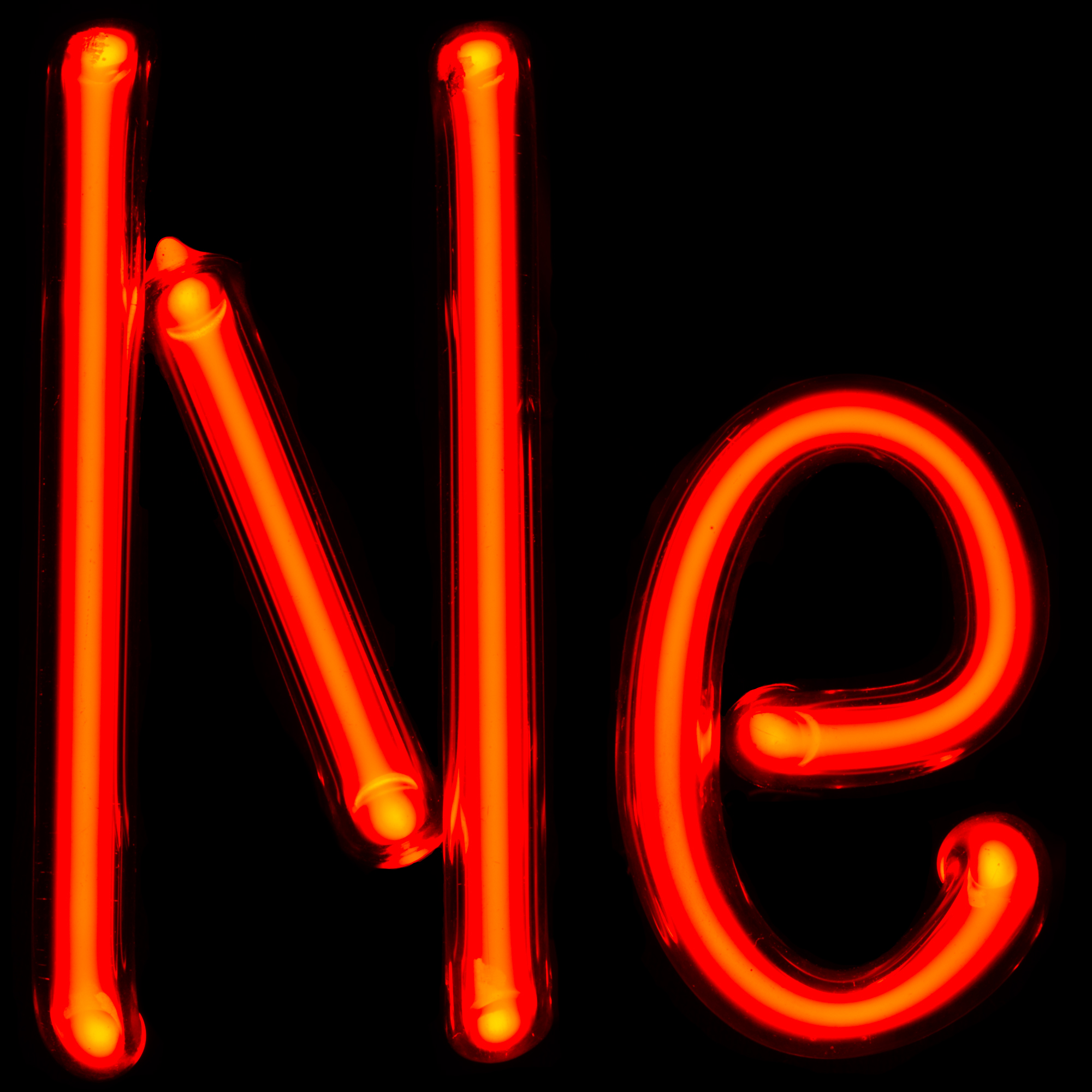
Las luces de neón generan luz gracias al neón en estado de plasma que hay en su interior.

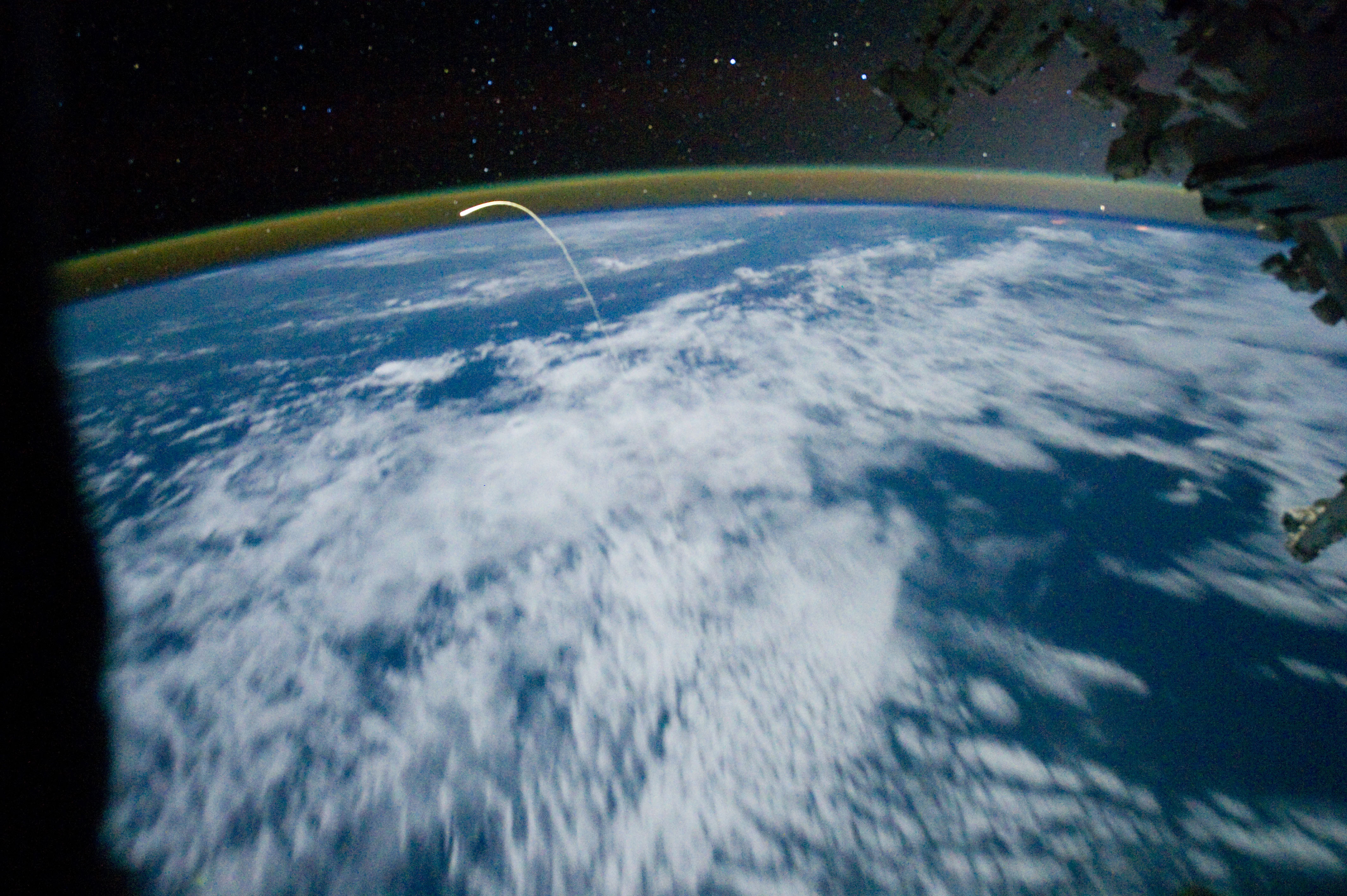
Una pista de plasma de transbordador espacial Atlantis durante la reentrada en la atmósfera de la Tierra, como se ha visto desde la Estación Espacial Internacional

Mecánica de medios continuos

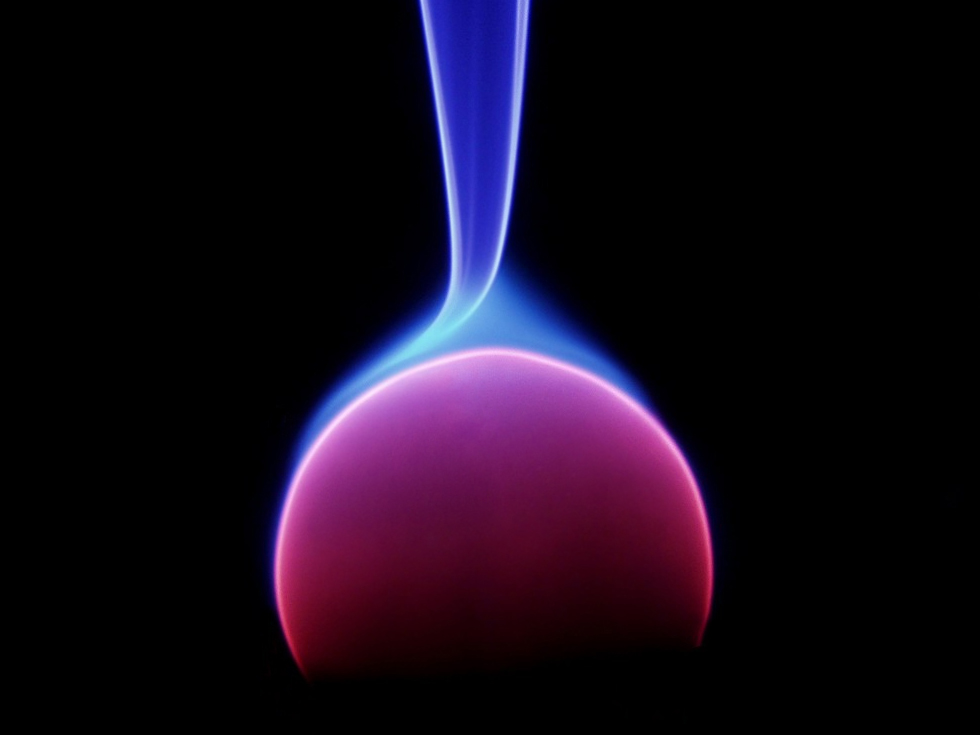
Arco de energía, electrodo central de una lámpara de plasma

En física y química, se denomina plasma (del latín plasma y del griego πλάσμα ‘formación’) al cuarto estado de agregación de la materia, un estado fluido similar al estado gaseoso pero en el que determinada proporción de sus partículas están eléctricamente cargadas (ionizadas) y no poseen equilibrio electromagnético, por eso son buenos conductores eléctricos y sus partículas responden fuertemente a las interacciones electromagnéticas de largo alcance. En cierta forma y de manera sintética, el plasma se puede caracterizar como un gas ionizado. 
El plasma tiene características propias que no se dan en los sólidos, líquidos o gases, por lo que es considerado otro estado de agregación de la materia. Como el gas, el plasma no tiene una forma o volumen definido, a no ser que esté encerrado en un contenedor. El plasma bajo la influencia de un campo magnético puede formar estructuras como filamentos, rayos y capas dobles. Los átomos de este estado se mueven libremente; cuanto más alta es la temperatura más rápido se mueven los átomos en el gas, y en el momento de colisionar la velocidad es tan alta que se produce un desprendimiento de electrones.
Calentar un gas puede ionizar sus moléculas o átomos (reduciendo o incrementado su número de electrones para formar iones), convirtiéndolo en un plasma. La ionización también puede ser inducida por otros medios, como la aplicación de un fuerte campo electromagnético mediante un láser o un generador de microondas, y es acompañado por la disociación de los enlaces covalentes, si están presentes.
El plasma es el estado de agregación más abundante en el Universo, y la mayor parte de la materia visible se encuentra en estado de plasma, la mayoría del cual es el enrarecido plasma intergaláctico (particularmente el centro de intracúmulos) y en las estrellas. El plasma se asocia principalmente con las estrellas.

## Historia temprana
El plasma fue identificado por primera vez en el laboratorio por sir William Crookes. Crookes presentó una conferencia sobre lo que denominó "materia radiante" ante la Asociación Británica para el Avance de la Ciencia, en Sheffield, el viernes 22 de agosto de 1879. Sin embargo, los estudios sistemáticos del plasma comenzaron con las investigaciones de Irving Langmuir y sus colegas en la década de 1920. Langmuir también introdujo el término "plasma" como descripción del gas ionizado en 1928:

Excepto cerca de los electrodos, donde hay vainas que contienen muy pocos electrones, el gas ionizado contiene iones y electrones en un número casi igual, de modo que la carga espacial resultante es muy pequeña. Utilizaremos el nombre de plasma para describir esta región que contiene cargas equilibradas de iones y electrones.

Lewi Tonks y Harold Mott-Smith, que trabajaron con Langmuir en los años 40, recuerdan que Langmuir utilizó por primera vez el término por analogía con el  plasma sanguíneo. Mott-Smith recuerda, en particular, que el transporte de electrones de los filamentos termoiónicos le recordaba a Langmuir "la forma en que el plasma sanguíneo transporta los glóbulos rojos y blancos y los gérmenes".

## Definiciones

### El cuarto estado de la materia
El plasma es el  cuarto estado de la materia después del sólido, el líquido y el gas. Es un estado de la materia en el que una sustancia ionizada se vuelve altamente conductora de la electricidad hasta el punto de que los  campos eléctricos y magnéticos de largo alcance dominan su comportamiento.
El plasma es típicamente un medio eléctricamente cuasineutral de partículas positivas y negativas no ligadas, es decir, la carga total de un plasma es aproximadamente cero. Aunque estas partículas no están unidas, no son "libres" en el sentido de no experimentar fuerzas. Las partículas cargadas en movimiento generan corrientes eléctricas, y cualquier movimiento de una partícula de plasma cargada afecta y se ve afectado por los campos creados por las otras cargas. A su vez, esto gobierna el comportamiento colectivo con muchos grados de variación.
El plasma se distingue de los demás estados de la materia. En particular, describir un plasma de baja densidad como un mero "gas ionizado" es erróneo y engañoso, a pesar de que es similar a la fase gaseosa en el sentido de que ambos no asumen una forma o volumen definidos. La siguiente tabla resume algunas de las principales diferencias:
| Propiedad                                  | Gas | Plasma |
| ------------------------------------------ | --- | --- |
| Interacciones                              | Binaria: Las colisiones de dos partículas son la regla, las de tres cuerpos son extremadamente raras.                                       | Colectiva: Las olas, o movimiento organizado del plasma, son muy importantes porque las partículas pueden interactuar a grandes distancias a través de las fuerzas eléctricas y magnéticas.                                                            |
| Resistividad y conductividad eléctricas    | Muy baja: Los gases son excelentes aislantes hasta intensidades de campo eléctrico de decenas de kilovoltios por centímetro.                | Muy alta: Para muchos propósitos, la conductividad de un plasma puede ser tratada como infinita. |
| Especies que actúan de forma independiente | Uno: Todas las partículas del gas se comportan de forma similar, influidas en gran medida por las colisiones entre ellas y por la gravedad. | Dos o más: Los electrones y los iones poseen diferentes cargas y masas muy diferentes, por lo que se comportan de forma diferente en muchas circunstancias, surgiendo como resultado diversos tipos de ondas específicas del plasma e inestabilidades. |
| Distribución de velocidad                  | Maxwelliano: las colisiones generalmente conducen a una distribución de velocidad maxwelliana de todas las partículas de gas.               | A menudo no maxwelliano: Las interacciones de colisión son relativamente débiles en los plasmas calientes y las fuerzas externas pueden alejar el plasma del equilibrio local.                                                                         |

### Plasma ideal
Tres factores definen un plasma ideal:
- La aproximación del plasma: La aproximación del plasma se aplica cuando el parámetro del plasma Λ,[23] que representa el número de portadores de carga dentro de la esfera de Debye, es mucho mayor que la unidad.[17][18]  Se puede demostrar fácilmente que este criterio es equivalente a la pequeñez de la relación de las densidades de energía electrostática y térmica del plasma. Tales plasmas se denominan débilmente iónicos.[24]
- Interacciones a granel: La longitud de Debye es mucho menor que el tamaño físico del plasma. Este criterio significa que las interacciones en el grueso del plasma son más importantes que las de sus bordes, donde pueden tener lugar efectos de frontera. Cuando se cumple este criterio, el plasma es cuasineutral.[25]
- Sin colisiones: La frecuencia del plasma de electrones (que mide las oscilaciones de los electrones en el plasma) es mucho mayor que la frecuencia de colisión electrón-neutral. Cuando esta condición es válida, las interacciones electrostáticas dominan sobre los procesos de la cinética ordinaria del gas. Tales plasmas se denominan sin colisiones.[26]

### Plasma no neutro
La fuerza y el alcance de la fuerza eléctrica y la buena conductividad de los plasmas suelen asegurar que las densidades de las cargas positivas y negativas en cualquier región considerable son iguales ("cuasineutralidad"). Un plasma con un exceso significativo de densidad de carga o, en el caso extremo, compuesto por una sola especie, se denomina plasma no neutro. En un plasma de este tipo, los campos eléctricos desempeñan un papel dominante. Algunos ejemplos son los haces de partículas cargadas, una nube de electrones en una trampa de Penning y los plasmas de positrones.

### Plasma polvoriento
Un plasma polvoriento contiene diminutas partículas de polvo cargadas (típicamente encontradas en el espacio). Las partículas de polvo adquieren altas cargas e interactúan entre sí. Un plasma que contiene partículas más grandes se llama plasma de grano. En condiciones de laboratorio, los plasmas polvorientos también se denominan plasmas complejos.

## Ejemplos de plasmas

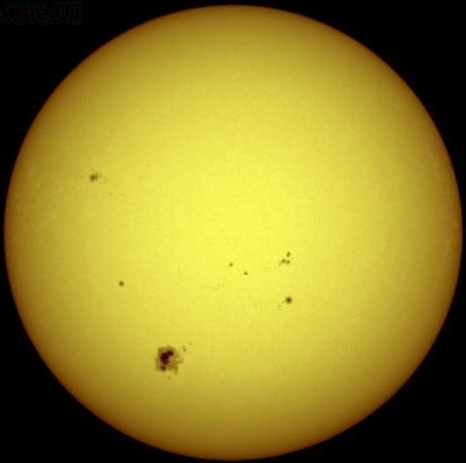
El Sol quizás sea el ejemplo de plasma más identificable.

Algunos ejemplos de plasmas son los siguientes:
| Producidos artificialmente | Plasmas terrestres | Plasmas espaciales y astrofísicos: |
| --- | --- | --- |
| - En los televisores o monitores con pantalla de plasma. - En el interior de los tubos fluorescentes (iluminación de bajo consumo). - En soldaduras de arco eléctrico bajo protección por gas (TIG, MIG/MAG, etc.). - Materia expulsada para la propulsión de cohetes. - La región que rodea al escudo térmico de una nave espacial durante su entrada en la atmósfera. - El interior de los reactores de fusión nuclear. - Las descargas eléctricas de uso industrial. - Las bolas de plasma. | - Los rayos durante una tormenta. - El Fuego de San Telmo. - La ionosfera. - Las auroras polares. - Algunas llamas. - El viento polar, una fuente de plasma. | - El Sol y otras estrellas (Plasmas calentados por fusión nuclear). - Los vientos solares. - El medio interplanetario (la materia entre los planetas del sistema solar), el medio interestelar (la materia entre las estrellas) y el medio intergaláctico (la materia entre las galaxias). - Los discos de acrecimiento. - Las nebulosas intergalácticas. - Ambiplasma |

## Aplicaciones

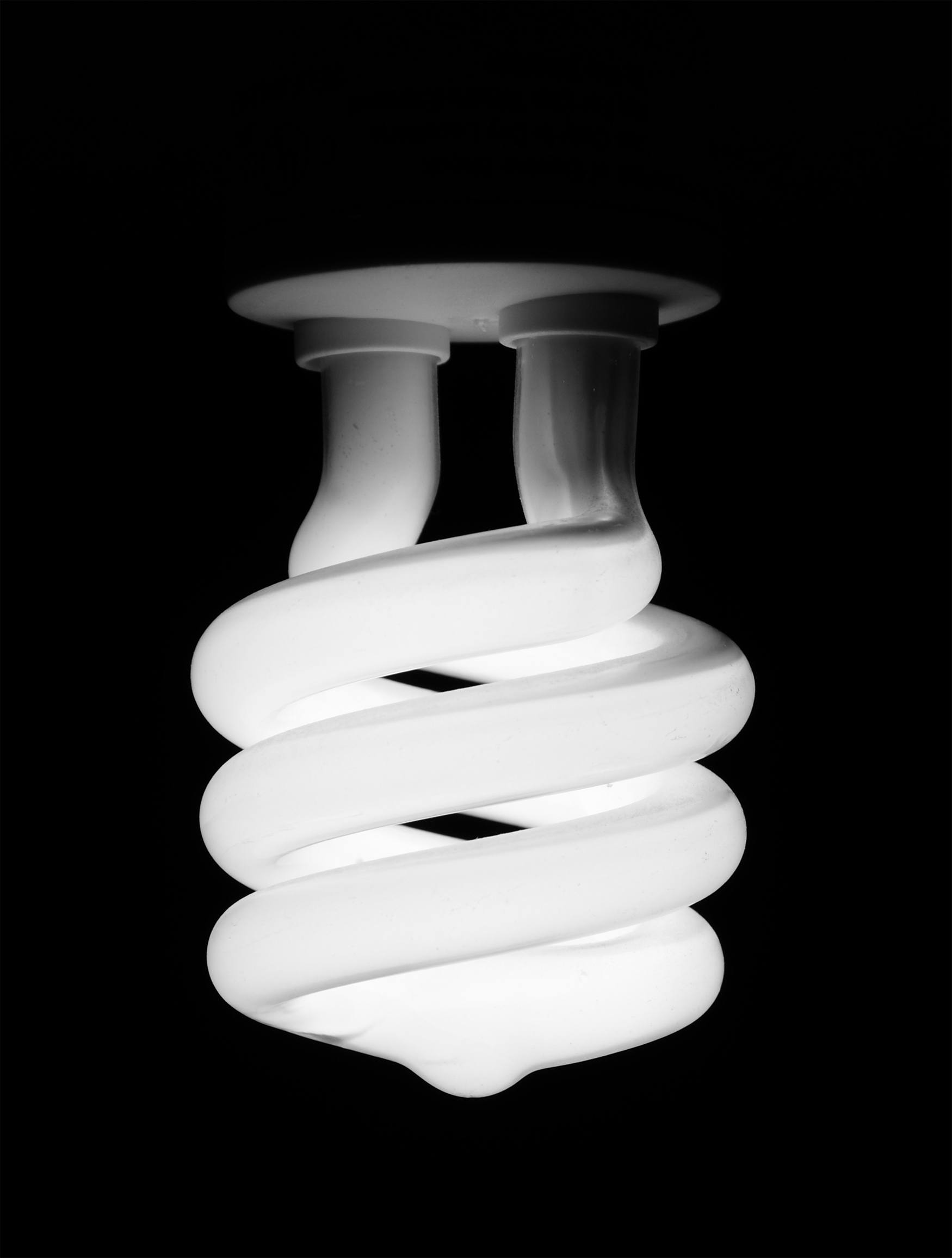
Las LCF son ejemplo de aplicación del plasma

La física de plasmas puede encontrar aplicación en diversas áreas:
- Descargas de gas (electrónica gaseosa).
- Componente principal en los reactores de fusión nuclear, al tener capacidad única como estado de la materia de obtener su propio campo magnético al alcanzar altas temperaturas.

## Parámetros de un plasma
Puesto que existen plasmas en contextos muy diferentes y con características diversas, la primera tarea de la física del plasma es definir apropiadamente los parámetros que deciden el comportamiento de un plasma. Los principales parámetros son los siguientes:

### Neutralidad y especies presentes
El plasma está formado por igual número de cargas positivas y negativas, lo que anula la carga total del sistema. En tal caso se habla de un plasma neutro o casi-neutro. También existen plasmas no neutros o inestables, como el flujo de electrones dentro de un acelerador de partículas, pero requieren algún tipo de confinamiento externo para vencer las fuerzas de repulsión electrostática.
Los plasmas más comunes son los formados por electrones e iones. En general puede haber varias especies de iones dentro del plasma, como moléculas ionizadas positivas (cationes) y otras que han capturado un electrón y aportan una carga negativa (aniones).

### Longitudes
La longitud de Debye o de apantallamiento electromagnético. También la longitud de una onda plasmática depende del contenido cóncavo de su recipiente, el cual influye porque su paralelismo con respecto del eje x sobre la tierra afecta la longitud de dicha onda de espectro electromagnético.

### La frecuencia de plasma
Así como la longitud de Debye proporciona una medida de las longitudes típicas en un plasma, la frecuencia de plasma ({\displaystyle \omega _{p}}) describe sus tiempos característicos. Supóngase que en un plasma en equilibrio y sin densidades de carga se introduce un pequeño desplazamiento de todos los electrones en una dirección. Estos sentirán la atracción de los iones en la dirección opuesta, se moverán hacia ella y comenzarán a oscilar en torno a la posición original de equilibrio. La frecuencia de tal oscilación es similar a la frecuencia de plasma. La frecuencia de plasma de los electrones es:
{\displaystyle \omega _{pe}=(n_{e}e^{2}/m_{e}\varepsilon _{0})^{1/2}\,}
donde {\displaystyle m_{e}} es la masa del electrón y {\displaystyle e} su carga.

### Temperatura: velocidad térmica

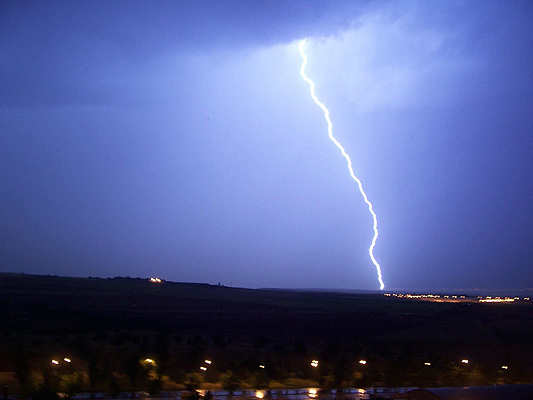
Los relámpagos son un plasma que alcanza una temperatura de.

Por lo general las partículas de una determinada especie localizadas en un punto dado no tienen igual velocidad: presentan por el contrario una distribución que en el equilibrio térmico es descrita por la distribución de Maxwell-Boltzmann. A mayor temperatura, mayor será la dispersión de velocidades (más ancha será la curva que la representa).
Una medida de tal dispersión es la velocidad cuadrática media que, en el equilibrio, se denomina también velocidad térmica. Es frecuente, aunque formalmente incorrecto, hablar también de velocidad térmica y de temperatura en plasmas lejos del equilibrio termodinámico.[cita requerida] En tal caso, se menciona la temperatura que correspondería a una velocidad cuadrática media determinada. La velocidad térmica de los electrones es:
{\displaystyle v_{Te}=(kT_{e}/m_{e})^{1/2}\,}

### El parámetro de plasma
El parámetro de plasma ({\displaystyle \Gamma }) indica el número medio de partículas contenidas en una esfera cuyo radio es la longitud de Debye (esfera de Debye). La definición de plasma, según la cual la interacción electromagnética de una partícula con la multitud de partículas distantes domina sobre la interacción con los pocos vecinos próximos, puede escribirse en términos del parámetro de plasma como {\displaystyle \Gamma \gg 1}. Esto es: hay un gran número de partículas contenidas en una esfera de Debye. Es común referirse a esta desigualdad como "condición de plasma".
Algunos autores adoptan una definición inversa del parámetro de plasma ({\displaystyle g=1/\Gamma }), con lo que la condición de plasma resulta ser {\displaystyle g\ll 1}.
El parámetro de plasma de los electrones es:
{\displaystyle \Gamma =(4\pi /3)n_{e}\lambda _{D}^{3}\,}

## Modelos teóricos
Tras conocer los valores de los parámetros descritos en la sección anterior, el estudioso de los plasmas deberá escoger el modelo más apropiado para el fenómeno que le ocupe. Las diferencias entre diferentes modelos residen en el detalle con el que describen un sistema, de modo que se puede establecer así jerarquía en la que descripciones de nivel superior se deducen de las inferiores tras asumir que algunas de las variables se comportan de forma prescrita. Estas asunciones o aproximaciones razonables no son estrictamente ciertas pero permiten entender fenómenos que serían difíciles de tratar en modelos más detallados.
Por supuesto, no todas las especies han de ser descritas de una misma forma: por ejemplo, debido a que los iones son mucho más pesados que los electrones, es frecuente analizar la dinámica de los últimos tomando a los iones como inmóviles o estudiar los movimientos de los iones suponiendo que los electrones reaccionan mucho más rápido y por tanto están siempre en equilibrio termodinámico.
Puesto que las fuerzas electromagnéticas de largo alcance son dominantes, todo modelo de plasma estará acoplado a las ecuaciones de Maxwell, que determinan los campos electromagnéticos a partir de las cargas y corrientes en el sistema.
Los modelos fundamentales más usados en la física del plasma, listados en orden decreciente de detalle, es decir de microscópicos a macroscópicos, son los modelos discretos, los modelos cinéticos continuos y los modelos de fluidos o hidrodinámicos.

### Modelos discretos
El máximo detalle en el modelado de un plasma consiste en describir la dinámica de cada una de sus partículas según la segunda ley de Newton. Para hacer esto con total exactitud en un sistema de {\displaystyle N} partículas habría que calcular del orden de {\displaystyle N^{2}} interacciones. En la gran mayoría de los casos, esto excede la capacidad de cálculo de los mejores ordenadores actuales.
Sin embargo, gracias al carácter colectivo del plasma, reflejado en la condición de plasma, es posible una simplificación que hace mucho más manejable el cálculo. Esta simplificación es la que adoptan los llamados modelos numéricos Particle-In-Cell (PIC; Partícula-En-Celda): el espacio del sistema se divide en un número no muy grande de pequeñas celdas. En cada instante de la evolución se cuenta el número de partículas y la velocidad media en cada celda, con lo que se obtienen densidades de carga y de corriente que, insertadas en las ecuaciones de Maxwell permiten calcular los campos electromagnéticos. Tras ello, se calcula la fuerza ejercida por estos campos sobre cada partícula y se actualiza su posición, repitiendo este proceso tantas veces como sea oportuno.
Los modelos PIC gozan de gran popularidad en el estudio de plasmas a altas temperaturas, en los que la velocidad térmica es comparable al resto de velocidades características del sistema.

### Modelos cinéticos continuos
Cuando la densidad de partículas del plasma es suficientemente grande es conveniente reducir la distribución de las mismas a una función de distribución promediada. Esta representa la densidad de partículas contenida en una región infinitesimal del espacio de fases, es decir el espacio cuyas coordenadas son posiciones y cantidades de movimiento. La ecuación que gobierna la evolución temporal de las funciones de distribución es la ecuación de Boltzmann. En el caso particular en el que las colisiones son despreciables la ecuación de Boltzmann se reduce a la Ecuación de Vlásov, demostrada por Anatoli Vlásov.
Los modelos físicos cinéticos suelen emplearse cuando la densidad numérica de partículas es tan grande que un modelado discreto resulta inabordable. Por otra parte, los modelos cinéticos constituyen la base de los estudios analíticos sobre plasmas calientes.

### Modelos de fluidos o hidrodinámicos
Para plasmas a bajas temperaturas, en los que estudiamos procesos cuyas velocidades características son mucho mayores que la velocidad térmica del plasma, podemos simplificar el modelo y suponer que todas las partículas de una especie en un punto dado tienen igual velocidad o que están suficientemente cerca del equilibrio como para suponer que sus velocidades siguen la distribución de Maxwell-Boltzmann con una velocidad media dependiente de la posición.[cita requerida] Entonces se pueden derivar unas ecuaciones de fluidos para cada especie que, en su forma más general, son llamadas ecuaciones de Navier-Stokes. Lamentablemente en muchos casos estas ecuaciones son excesivamente complejas e inmanejables; hay que recurrir entonces a simplificaciones adicionales.